# آگیلار د کامپس
آگیلار د کامپس (به اسپانیایی: Aguilar de Campos) یک شهرستان در اسپانیا است که در استان وایادولید واقع شده‌است.